# Gare de Mitaka
La gare de Mitaka (三鷹駅, Mitaka-eki) est une gare ferroviaire de la ville de Mitaka dans la préfecture de Tokyo au Japon. La gare est exploitée par la JR East.

## Situation ferroviaire
La gare de Mitaka est située au point kilométrique (PK) 24,1 de la ligne Chūō. Elle marque le début de la ligne Chūō-Sōbu. 

## Histoire
La gare a été inaugurée le 25 juin 1930.
Le 15 juillet 1949, un train dérailla au niveau de la gare, tuant 6 personnes et en blessant 20.

## Services aux voyageurs

### Accès et accueil
La gare dispose d'un bâtiment voyageurs, avec guichet, ouvert tous les jours.

### Desserte
- JB Ligne Chūō-Sōbu  :
  - voies 1 et 2 : direction Nakano (interconnexion avec la ligne Tōzai pour Nishi-Funabashi), Shinjuku et Chiba
- JC Ligne Chūō (Rapid)  :
  - voies 3 et 4 : direction Tachikawa et Takao
  - voies 5 et 6 : direction Shinjuku et Tokyo